# Jelte Krijnsen
Jelte Krijnsen, né le 12 mai 2001, est un coureur cycliste néerlandais.

## Biographie
Jelte Krijnsen découvre le cyclisme durant sa jeunesse comme entraînement pour le patinage sur glace. Il finit par délaisser ce dernier sport pour se consacrer au vélo. Dans les catégories de jeunes, il est formé à l'UWTC de Volharding,. Son petit frère Jobbe a lui aussi pratiqué ce sport en compétition. 
En 2019, il évolue dans la structure junior du Willebrord Wil Vooruit. Lors de la Ronde des vallées, il se distingue en terminant deuxième d'une étape et huitième du classement général. Il se classe également deuxième du Tour de DMZ, une course inscrite au calendrier de la Coupe des Nations Juniors. La même année, il finit troisième de la Guido Reybrouck Classic, ou encore dixième de la Nokere Koerse juniors. 
À partir de 2021, il porte les couleurs de l'Amsterdam Racing Academy. Actif dans des interclubs néerlandais, il obtient deux victoires et diverses places d'honneur en 2022. Il se classe aussi deuxième et meilleur jeune d'une édition de La SportBreizh, ou encore troisième du Grand Prix des Marbriers en 2023 sur le territoire français. 
En 2024, il réalise ses débuts au niveau continental en intégrant l'équipe Parkhotel Valkenburg. Au début du printemps, il parvient à terminer troisième de l'Olympia's Tour. Il se distingue ensuite durant le mois d'avril en remportant  une étape du Tour du Loir-et-Cher. Lors de la quatrième étape du Tour du Danemark, il s'impose après avoir distancé le peloton avec une attaque à cinq kilomètres de l'arrivée, obtenant ainsi l'une des rares victoires d'une équipe continentale dans une course de l'UCI ProSeries. À partir du mois d'août, il est stagiaire au sein de l'équipe professionnelle Q36.5, avec laquelle il remporte la Course des raisins. À la fin de la saison 2024, de retour avec l'équipe Parkhotel-Valkenburg sur le Tour du lac Taihu (une autre course UCI ProSeries), il y remporte une étape et le classement général.
Grâce à ses succès, Krijnsen est le coureur d'une équipe continentale le mieux classé au classement mondial à la fin de la saison 2024. Pour la saison 2025, après de nombreuses offres, il choisit de rejoindre l'équipe World Tour Jayco AlUla.

## Palmarès
- 2018
  - Tour de LaSalle :
    - Classement général
    - 5e étape
- 2019
  - 2e du Tour de DMZ
  - 3e de la Guido Reybrouck Classic
  - 3e du Tour de l'Eure Juniors
- 2022
  - Profronde van Surhuisterveen
  - Bergomloop Simpelveld[9]
  - 2e de La SportBreizh
  - 3e du Grand Prix des Marbriers
- 2024
  - 3e étape du Tour du Loir-et-Cher
  - 4e étape du Tour du Danemark
  - Course des raisins
  - Tour du lac Taihu :
    - Classement général
    - 5e étape

  - 2e de l'Elfstedenrace
  - 3e de l'Olympia's Tour

## Classements UCI
| Année                                 | 2024 |
| ------------------------------------- | ---- |
| Classement mondial                    | 151e |
| UCI Europe Tour                       | 122e |
|                                       |      |
| Légende : nc = non classéSource : UCI |      |